# Dreiteiliger Zweizahn
Der Dreiteilige Zweizahn (Bidens tripartita) ist eine Pflanzenart in der Familie der Korbblütler (Asteraceae). Sie ist in Eurasien und Nordamerika verbreitet.

## Beschreibung

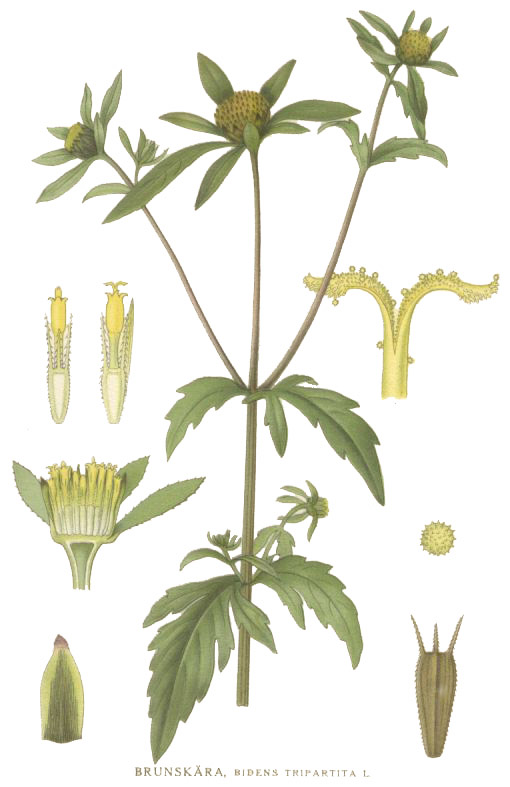
Illustration

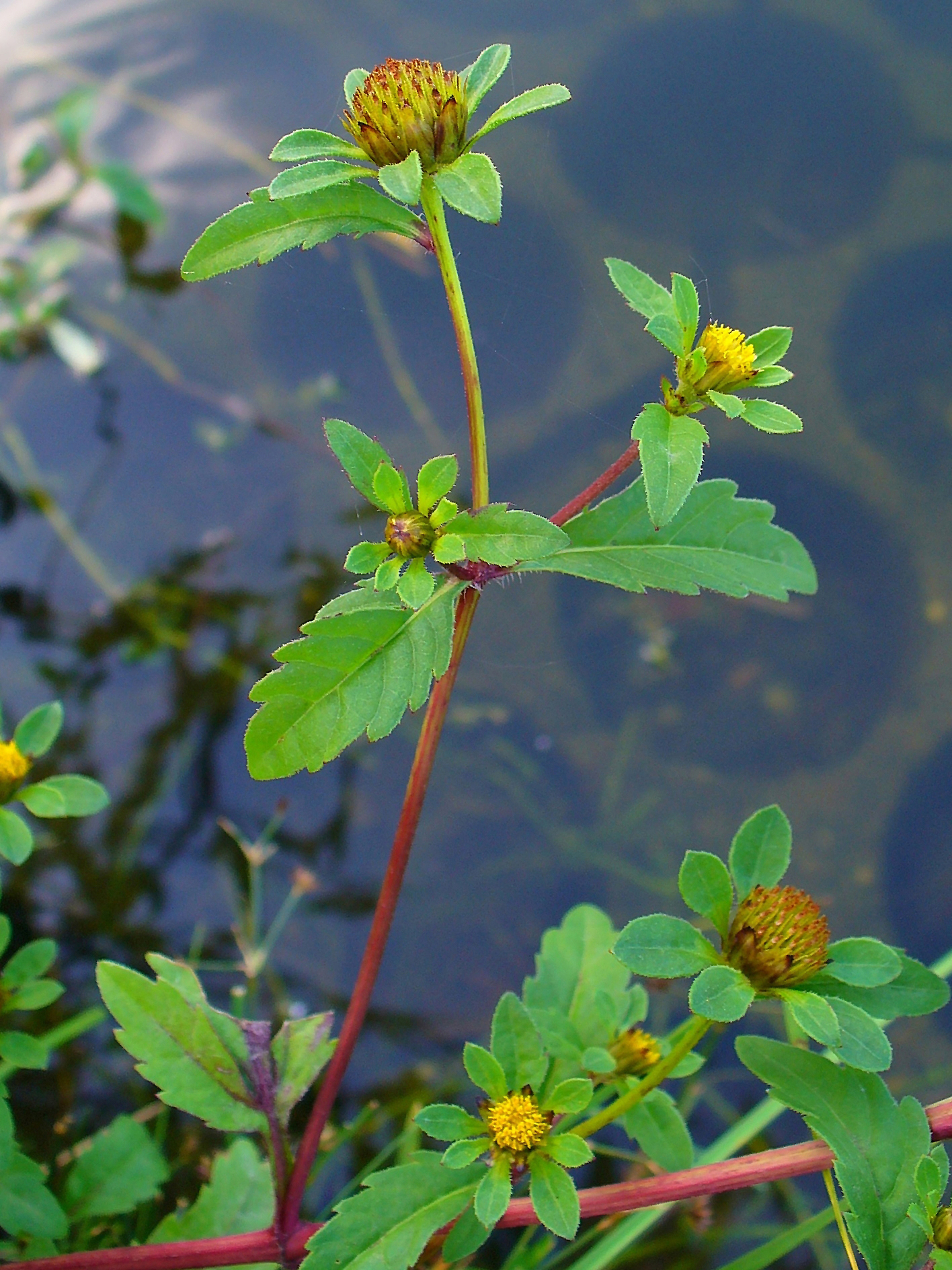
Blütenkörbchen und Laubblätter

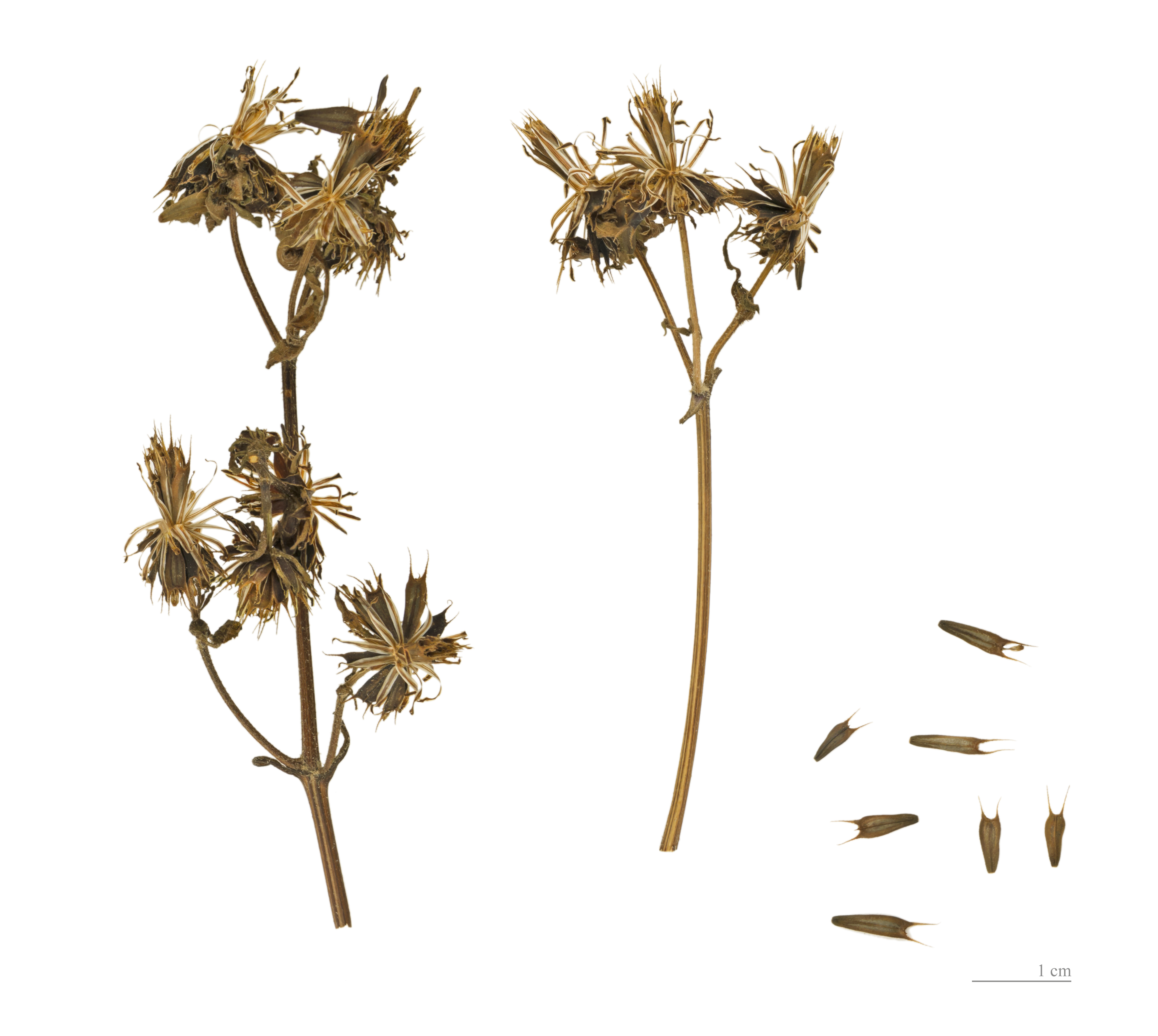
Fruchtstand und Achäne

### Vegetative Merkmale
Der Dreiteilige Zweizahn wächst als einjährige krautige Pflanze und erreicht eine Wuchshöhe von 15 bis 100 Zentimeter. Der aufrechte Stängel ist oft braunrot überlaufen, kahl oder etwas flaumig behaart und mit zahlreichen, langen, abstehenden Ästen versehen.
Die meist gegenständig angeordneten Laubblätter sind meist drei-, seltener bis zu fünfteilig gefiedert, dunkelgrün und in einen geflügelten Stiel verschmälert. Die Mittelblättchen sind größer und oft dreispaltig geteilt. Die Zipfel sind lanzettlich und grob gezähnt. 

### Generative Merkmale
Die einzeln stehenden Blütenkörbchen sind mindestens so hoch wie breit und weisen einen Durchmesser von etwa 15 bis 25 Millimeter auf. Die äußeren meist fünf bis acht Hüllblätter sind laubblattartig ausgebildet und länger als das Köpfchen. Die inneren Hüllblätter sind oval und braungelb gefärbt. Die Spreublätter sind breit-lineal und erreichen nur den Grund der Grannen. Zungenblüten fehlen meist. Die Röhrenblüten sind von braungelber Farbe.
Die Achäne ist glatt, im Gegensatz zum neophytischen Schwarzfrüchtigen Zweizahn ohne warzige Höcker auf den Seiten und nur am Rande mehr oder weniger rückwärts rau-stachelig. Sie besitzt zwei bis vier Grannen.
Die Chromosomenzahl beträgt 2n = 48.

## Ökologie
Der Dreiteilige Zweizahn ist ein sommerannueller Therophyt und eine Sumpfpflanze, die bis 50 Zentimeter tief wurzelt.
Blütenökologisch handelt es sich um „Körbchenblumen“; da die Zungenblüten meist fehlen, übernehmen dir kronblattartigen Hüllblätter die Schaufunktion. Die Bestäuber sind Bienen, Hummeln und Schwebfliegen. Die Blütezeit dieser Kurztagspflanze reicht von Juli bis November.
Die Früchte sind länglich-keilförmige, abgeflachte Achänen ohne Pappus. Die meist zwei, selten drei grannenartigen Fruchtfortsätze mit ihren widerhakigen Borsten bewirken ihre Klettausbreitung; die Wasserausbreitung als Wasserhafter kommt durch die Unbenetzbarkeit, die glatte Oberfläche und die abgeplattete Form der Achänen zustande; daneben erfolgt Bearbeitungsverbreitung durch Körnerfresser, beispielsweise durch den Distelfink.

## Vorkommen
Bidens tripartita ist ursprünglich in ganz Europa, Nord- und Mittelasien, in Nordamerika und in Algerien verbreitet. In Australien und Neuseeland ist er ein Neophyt.
In Österreich ist der Dreiteilige Zweizahn meist häufig zu finden, in den Westalpen jedoch gefährdet, in der Schweiz kommt er zerstreut vor.
Der Dreiteilige Zweizahn kommt in Deutschland im nördlichen Tiefland und den Tälern des mittleren und südlichen Gebiets verbreitet bis zerstreut vor. Darüber hinaus ist er zerstreut bis selten. In den Alpen reicht er bis in Höhenlagen von 800 Meter aufsteigend. In den Allgäuer Alpen steigt er in Bayern in Feuchtwiesen im Lecknertal bis zu einer Höhenlage von 1025 Metern auf.
Der Dreiteilige Zweizahn wächst in Ufersaumgesellschaften, an Teichen, Tümpeln, Gräben, in Sümpfen und auf Äckern. Er gedeiht am besten auf nassen, nährstoff- und stickstoffreichen, offene tonige Schlamm- und Sandböden. Er ist eine Charakterart der Ordnung Bidentetalia tripartitae und kommt besonders im Polygono hydropiperis-Bidentetum des Bidention tripartitae-Verbands vor.

## Systematik
Die Erstveröffentlichung von Bidens tripartitus erfolgte 1753 durch Carl von Linné. Ein Synonym von Bidens tripartitus L. ist Bidens orientalis Velen.
Von Bidens tripartitus gibt es zwei Unterarten:
- Bidens tripartitus L. subsp. tripartitus
- Bidens tripartitus subsp. bullatus (L.) Rouy (Syn.: Bidens bullatus L.): Sie kommt in Italien, Korsika und Frankreich vor.[5]

## Trivialnamen
Für den Dreiteiligen Zweizahn bestehen bzw. bestanden, zum Teil auch nur regional, auch die weiteren deutschsprachigen Trivialnamen: Berlerleis (Siebenbürgen), Fotzenigel (Elsaß, Frankfurt (Oder)), Frauenspiegel, Hahnenkamm, Krautgartenläuse (Augsburg, bezogen auf die Früchte), Pfauenspiegel, Priesterlaus (Prignitz), Sitt in d´ Hose (Ostfriesland), Staubars (Schlesien), Strepatsch, Stup (Pommern), Stuppars (Mähren, Schlesien), Wasserdosten (Schweiz), Wasserhanf (Schweiz) und Wasserdürwurz.